# Műemlék vagy védett kulturális javak megrongálása
A műemlék vagy védett kulturális javak megrongálása egy vagyon elleni bűncselekmény a hatályos magyar büntetőjogban. Lényeges fogalmi elem, hogy az elkövető a saját tulajdonában levő tárgy elleni bűncselekményért felel. (Ebben a tekintetben eltér a rongálástól.)

## Fogalma
Aki a tulajdonában álló műemléket, védett kulturális javak körébe tartozó tárgyat vagy a tulajdonában álló ingatlanon lévő régészeti lelőhelyet megrongálja, bűntett miatt három évig terjedő szabadságvesztéssel büntetendő.
Aki a tulajdonában álló
a) műemléket vagy védett kulturális javak körébe tartozó tárgyat megsemmisíti,
b) műemlék olyan helyrehozhatatlan károsodását idézi elő, amelynek következtében az elveszti műemléki jellegét, vagy
c) védett kulturális javak körébe tartozó tárgy vagy régészeti lelőhely helyrehozhatatlan károsodását idézi elő,
egy évtől öt évig terjedő szabadságvesztéssel büntetendő.

## Története
Az 1978. évi IV. törvényben két különös részi tényállás szabályozta ezt a tényállást: a kulturális javak megrongálása (Btk. 216/A. §) és a műemlék megrongálása (Btk. 216. §).

### Műemlék megrongálása
Aki a tulajdonában álló műemléket megrongálja, bűntettet követ el, és három évig terjedő szabadságvesztéssel büntetendő.
Aki az (1) bekezdés szerinti műemléket megsemmisíti, vagy annak olyan helyrehozhatatlan károsodását idézi elő, amelynek következtében az elveszti műemlék jellegét, öt évig terjedő szabadságvesztéssel büntetendő.

### Kulturális javak megrongálása
Aki a tulajdonában álló, a kulturális javak körébe tartozó és védett tárgyat megrongálja, bűntettet követ el, és három évig terjedő szabadságvesztéssel büntetendő.
Aki az (1) bekezdés szerinti tárgyat megsemmisíti, vagy annak helyrehozhatatlan károsodását idézi elő, öt évig terjedő szabadságvesztéssel büntetendő.